# فرانك باور
فرانك باور هو محامي وسياسي كندي، ولد في 13 يونيو 1918 في مونتريال في كندا، وتوفي في 1973. حزبياً، نشط في الحزب الليبرالي الكندي. وقد انتخب عضو مجلس العموم الكندي.